# Giosia I di Waldeck-Bergheim
Giosia I di Waldeck-Bergheim (Bad Arolsen, 20 agosto 1696 – Bergheim, 2 febbraio 1763) era il tredicesimo figlio del conte Cristiano Ludovico di Waldeck ed il sesto di sette figli nati dal suo secondo matrimonio di con Giovannetta di Nassau-Idstein (1657-1733). Un precedente figlio di nome Giosia nato da questo matrimonio nel 1689 con lo stesso nome era morto nel 1693.

## Biografia
Il 30 settembre suo padre aveva cambiato 1695 la legge sulla primogenitura della casata Waldeck che egli stesso aveva emanato nel 1685 e modificato nel 1687  per il figlio secondogenito sopravvissuto, Enrico Giorgio (1683-1736), istituire un paréage sotto la sovranità della linea principale della casata, composta dai tre villaggi di Bergheim, Königshagen e Wellen. Questo regolamento fu approvato con il decreto Waldecker Erbschafts-Hausgesetz del 1685/87 dall'imperatore Leopoldo I il 22 agosto 1697. Dopo la morte senza figli di Enrico Giorgio, il paréage passò nel 1736 a suo fratello minore Giosia, l'ultimo figlio sopravvissuto di Cristiano Ludovico.
La residenza fu stabilita nel 1692 nel castello di Bergheim, nell'attuale distretto Bergheim del comune di Edertal, nel circondario di Waldeck-Frankenberg nell'Assia settentrionale.
Giosia fondò il ramo dei conti di Waldeck-Bergheim. Dopo la sua morte, gli successe suo figlio Giorgio Federico (1732-1771) come conte di Waldeck-Bergheim. Quando morì senza eredi aventi diritto all'eredità, fu suo fratello Giosia II a succedergli e i suoi discendenti continuarono il ramo comitaòe fino al 27 settembre 1938, quando Ermanno, conte di Waldeck e Pyrmont in Bergheim morì senza figli maschi.
Il maggiore dei fratellastri di Giosia, Federico Antonio Ulrico, ereditò dal loro padre nel 1706 la contea di Waldeck e Pyrmont e il 6 gennaio 1712 fu elevato al rango principesco ereditario dall'imperatore Carlo VI.

## Matrimonio e figli
Giosia sposò il 17 gennaio 1725 ad Assenheim (oggi parte di Niddatal) Dorotea Sofia di Solms-Rödelheim e Assenheim (27 gennaio 1698 - 6 febbraio 1774), figlia del conte Luigi Enrico di Solms-Rödelheim e Assenheim. In questo modo la sua casata acquisì rivendicazioni ereditarie per il dominio di Schenken von Limpurg nel Württemberg, realizzato nel 1806.
La coppia ebbe i seguenti figli:
- Giorgio Carlo Cristiano Luigi (1 dicembre 1726 - 21 luglio 1756)
- Carlo (21 maggio 1728 - 17 agosto 1735)
- Carolina (23 giugno 1729 - 9 luglio 1801)
- Giorgio Federico, conte di Waldeck Bergheim (20 luglio 1732 - 9 aprile 1771)

⚭ 31 agosto 1766 Cristina di Ysenburg-Büdingen-Meerholz (22 novembre 1742 - 20 marzo 1808)
- Giosia II, conte di Waldeck Bergheim (16 ottobre 1733 - 4 giugno 1788)

⚭ 5 marzo 1772 Cristina di Isenburg-Büdingen (24 giugno 1756 - 13 novembre 1826)
- Luisa Giovannetta Ernestina Ulrica (22 ottobre 1736 - 29 luglio 1737)
- Giorgio Augusto (2 maggio 1738 - 6 gennaio 1759)
- Guglielmo (nato il 13 marzo 1740 - 11 luglio 1756)
- Federico Guglielmo Carlo (15 gennaio 1741 - 12 luglio 1756)

## Ascendenza
|                                              |                                     |                                                       | Genitori                                         |  |  | Nonni |  |  | Bisnonni                              |  |  | Trisnonni                            |  |
|                                              |                                     |                                                       |                                                  |  |  |       |  |  | Christian, conte di Waldeck-Wildungen |  |  | Josias I, conte di Waldeck-Eisenberg |  |
|                                              |                                     |                                                       |                                                  |  |  |       |  |  | Christian, conte di Waldeck-Wildungen |  |  | Josias I, conte di Waldeck-Eisenberg |  |
|                                              |                                     | Marie von Barby-Mühlingen                             |                                                  |  |  |       |  |  | Christian, conte di Waldeck-Wildungen |  |  |                                      |  |
| Philipp VII, conte di Waldeck-Wildungen      |                                     |                                                       |                                                  |  |  |       |  |  | Christian, conte di Waldeck-Wildungen |  |  |                                      |  |
|                                              |                                     | Elisabeth von Nassau-Siegen                           | Johann VII, conte di Nassau-Siegen               |  |  |       |  |  |                                       |  |  |                                      |  |
|                                              |                                     | Elisabeth von Nassau-Siegen                           | Johann VII, conte di Nassau-Siegen               |  |  |       |  |  |                                       |  |  |                                      |  |
|                                              |                                     | Elisabeth von Nassau-Siegen                           | Magdalene von Waldeck-Wildungen                  |  |  |       |  |  |                                       |  |  |                                      |  |
| Christian Ludwig, conte di Waldeck-Wildungen |                                     | Elisabeth von Nassau-Siegen                           |                                                  |  |  |       |  |  |                                       |  |  |                                      |  |
|                                              |                                     | Ludwig II, conte di Sayn-Wittgenstein                 | Ludwig I, conte di Sayn-Wittgenstein             |  |  |       |  |  |                                       |  |  |                                      |  |
|                                              |                                     | Ludwig II, conte di Sayn-Wittgenstein                 | Ludwig I, conte di Sayn-Wittgenstein             |  |  |       |  |  |                                       |  |  |                                      |  |
|                                              |                                     | Ludwig II, conte di Sayn-Wittgenstein                 | Elisabeth zu Solms-Laubach                       |  |  |       |  |  |                                       |  |  |                                      |  |
| Anna Katharina von Sayn-Wittgenstein         |                                     | Ludwig II, conte di Sayn-Wittgenstein                 |                                                  |  |  |       |  |  |                                       |  |  |                                      |  |
|                                              |                                     | Elisabeth Juliana zu Solms-Braunfels                  | Konrad, conte di Solms-Braunfels                 |  |  |       |  |  |                                       |  |  |                                      |  |
|                                              |                                     | Elisabeth Juliana zu Solms-Braunfels                  | Konrad, conte di Solms-Braunfels                 |  |  |       |  |  |                                       |  |  |                                      |  |
|                                              |                                     | Elisabeth Juliana zu Solms-Braunfels                  | Elisabeth von Nassau-Dillenburg                  |  |  |       |  |  |                                       |  |  |                                      |  |
| Josias I, conte di Waldeck-Bergheim          |                                     | Elisabeth Juliana zu Solms-Braunfels                  |                                                  |  |  |       |  |  |                                       |  |  |                                      |  |
|                                              | Ludwig II, conte di Nassau-Weilburg | Albrecht, conte di Nassau-Weilburg                    |                                                  |  |  |       |  |  |                                       |  |  |                                      |  |
|                                              | Ludwig II, conte di Nassau-Weilburg | Albrecht, conte di Nassau-Weilburg                    |                                                  |  |  |       |  |  |                                       |  |  |                                      |  |
|                                              | Ludwig II, conte di Nassau-Weilburg | Anna von Nassau-Dillenburg                            |                                                  |  |  |       |  |  |                                       |  |  |                                      |  |
| Johann, conte di Nassau-Idstein              | Ludwig II, conte di Nassau-Weilburg |                                                       |                                                  |  |  |       |  |  |                                       |  |  |                                      |  |
|                                              |                                     | Anna Maria von Hessen-Kassel                          | Wilhelm IV, langravio d'Assia-Kassel             |  |  |       |  |  |                                       |  |  |                                      |  |
|                                              |                                     | Anna Maria von Hessen-Kassel                          | Wilhelm IV, langravio d'Assia-Kassel             |  |  |       |  |  |                                       |  |  |                                      |  |
|                                              |                                     | Anna Maria von Hessen-Kassel                          | Sabine von Württemberg                           |  |  |       |  |  |                                       |  |  |                                      |  |
| Johannette von Nassau-Idstein                |                                     | Anna Maria von Hessen-Kassel                          |                                                  |  |  |       |  |  |                                       |  |  |                                      |  |
|                                              |                                     | Philipp Georg, conte di Leiningen-Dagsburg-Falkenburg | Emich XI, conte di Leiningen-Dagsburg-Falkenburg |  |  |       |  |  |                                       |  |  |                                      |  |
|                                              |                                     | Philipp Georg, conte di Leiningen-Dagsburg-Falkenburg | Emich XI, conte di Leiningen-Dagsburg-Falkenburg |  |  |       |  |  |                                       |  |  |                                      |  |
|                                              |                                     | Philipp Georg, conte di Leiningen-Dagsburg-Falkenburg | Ursula von Fleckenstein                          |  |  |       |  |  |                                       |  |  |                                      |  |
| Anna von Leiningen-Dagsburg-Falkenburg       |                                     | Philipp Georg, conte di Leiningen-Dagsburg-Falkenburg |                                                  |  |  |       |  |  |                                       |  |  |                                      |  |
|                                              |                                     | Anna zu Erbach-Breuberg                               | Georg III, conte di Erbach-Breuberg              |  |  |       |  |  |                                       |  |  |                                      |  |
|                                              |                                     | Anna zu Erbach-Breuberg                               | Georg III, conte di Erbach-Breuberg              |  |  |       |  |  |                                       |  |  |                                      |  |
|                                              |                                     | Anna zu Erbach-Breuberg                               | Anna zu Solms-Laubach                            |  |  |       |  |  |                                       |  |  |                                      |  |
|                                              |                                     | Anna zu Erbach-Breuberg                               |                                                  |  |  |       |  |  |                                       |  |  |                                      |  |